# Oxygen och Aromasia
Oxygen och Aromasia: Bilder från år 2378 är en svensk science fiction-roman av Claës Lundin, utgiven 1878. Den har ibland ansetts som den första svenska science fiction-romanen, trots att Min första resa under ett riks-gästabud i norra delen av månen gavs ut i Stockholm år 1829 och Fuselbrenner den Yngres ännu tidigare framtidsskildring Resan till Stockholm, År 1913 gavs ut i Stockholm år 1819.